# 寬紋黑脈綃蝶

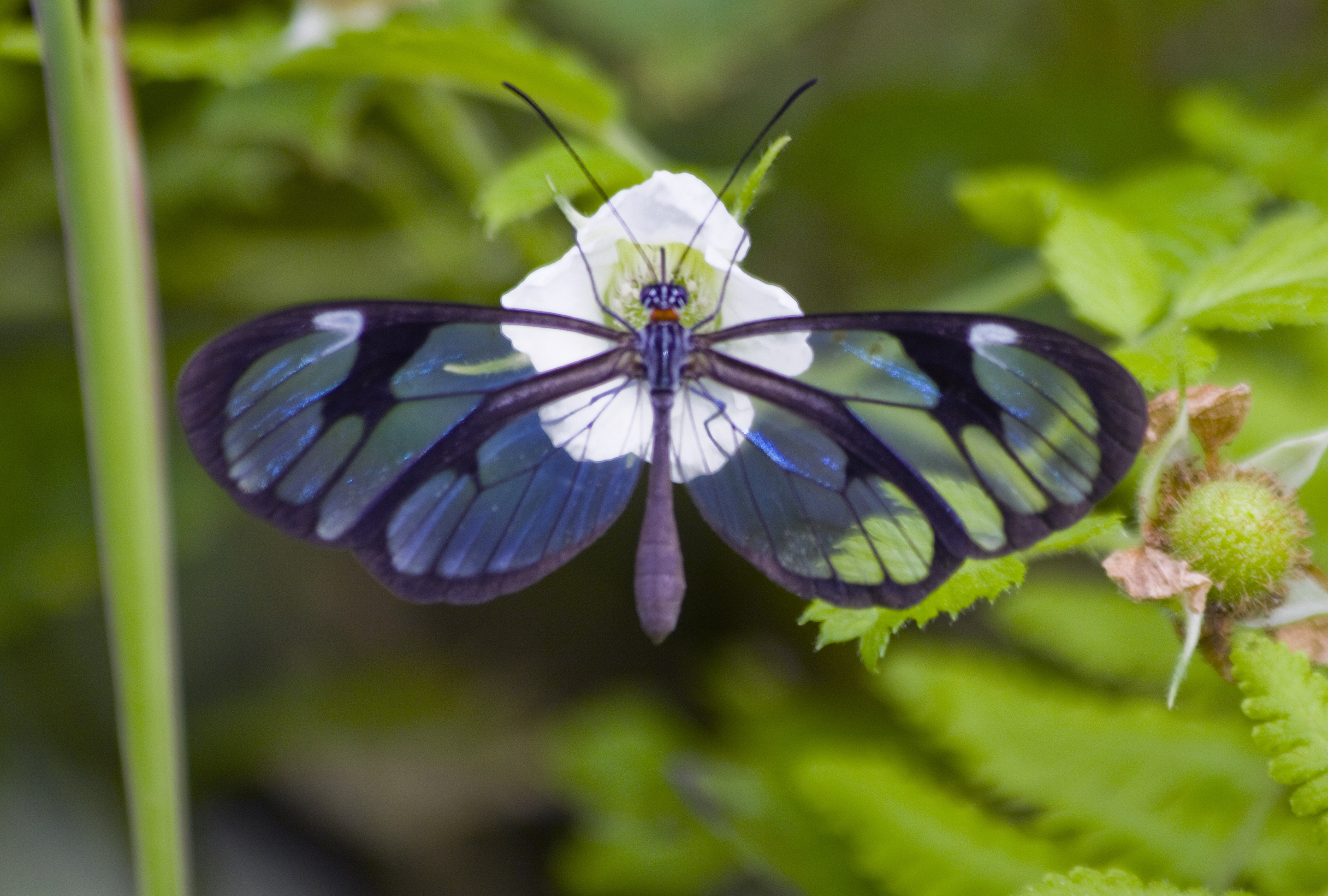

宽纹黑脉绡蝶（英語：Greta oto）是一种蛱蝶科的蝴蝶族，属于斑蝶亚科、绡蝶族、鲛绡蝶亚族。它因其透明的翅膀而被称为玻璃翼蝶（英語：glasswing butterfly），这使它能够在不需要大量颜色的情况下进行伪装。在西班牙语地区，它也被称为“espejitos”，意思是“小镜子”，因为它的透明翅膀。这种蝴蝶主要分布在中美洲和南美洲北部地区，最北可见于美国得克萨斯州，最南可达智利。尽管它的翅膀看起来很脆弱，但这种蝴蝶可以承载相当于自身体重40倍的重量。除了其翅膀的生理特征外，它还以长距离迁徙和集群炫耀求偶等行为著称。宽纹黑脉绡蝶与黄斑黑脉绡蝶十分相似。

## 生命周期

### 卵
卵通常产在夜香树属植物上，因为它是后期生命阶段的食物来源。

## 脚注
1. 1 2 3  Henderson, Carrol L. . . Austin, Texas: University of Texas Press. 2002: 56. ISBN 0-292-73459-X. OCLC 46959925.
2. ↑  Lamas, G. (Ed.). (2004). Checklist: Part 4A. Hesperioidea - Papilionoidea. In: Heppner, J. B. (Ed.), Atlas of Neotropical Lepidoptera. Volume 5A. Gainesville, Association for Tropical Lepidoptera; Scientific Publishers.